# Befolkningsexplosion

Världens beräknade befolkning från 1800 till 2100, baserat på:
FN:s prognoser (2010) — "hög" (röd), "medium" (orange), och "låg" (grön)
U.S. Census Bureau (historiska uppskattningar) — (svart).
Faktiska registrerade siffror (blå).

Befolkningsexplosion är ett begrepp som myntats i och med den mycket snabba folkökningen under 1900-talet. År 1900 beräknas befolkningen ha varit 1,6 miljarder, och år 2000 uppgick befolkningstalet till 6,1 miljarder människor på jorden.
Sedan 1950-talet har befolkningstillväxten stegrats på ett sätt som inte inträffat tidigare under människans historia (och den hittills största ökningen i global folkmängd skedde i slutet av 1980-talet). I västvärlden är industrialiseringen och utrotningen av epidemiska sjukdomar de stora orsakerna till den massiva befolkningstillväxten från 1800-talet och framåt. Globalt sett är den minskade spädbarnsdödligheten, och en drastisk minskning i antal dödsfall från HIV och andra epidemier, i u-länder en stor faktor. Fram till början av 1800-talet var medellivslängden mellan 25 och 40 år, och föräldrar som i snitt födde 5–7 barn fick räkna med att tvingas begrava hälften av dem. 2,1 levande födslar i snitt per kvinna skulle utgöra ett stadigt befolkningstal; runt 1950 var det globala födelsetalet omkring fem barn per kvinna, och år 2000 hade siffran sjunkit till 2,65.
I början av 2000-talet släppte FN prognoser som pekade på att befolkningsökningen skulle plana ut, och att folkmängden skulle nå sin kulmen med 9,6 miljarder människor omkring år 2050.
År 2014 kom en ny samarbetsrapport från FN:s enhet för befolkningsutveckling, University of Washington och University of Singapore i vilken slutsatsen nås att befolkningen med största sannolikhet kommer fortsätta öka och år 2100 passera 10,9 miljarder människor utan att kulminera. Svenske professorn Hans Rosling uttalade sig om studien och påstod att det är 95 % säkerhet att folkmängden uppnår mellan 9,6 och 12,3 miljarder. Folkhälsoinstitutet IHME i Seattle bedömde dock i juli 2020 via tidskriften The Lancet att jordens befolkning kommer att kulminera vid 9,73 miljarder år 2064, för att sedan minska till 8,79 miljarder vid nästa sekelskifte som följd av att kvinnor väntas skaffa mer utbildning och färre barn. Afrika väntar en befolkningsexplosion under resten av seklet, och spås 2100 ha blivit ungefär lika folkrikt som Asien var 2015, samtidigt som flertalet länder i både Asien och Europa väntar en åldrande och minskad befolkning.
Befolkningstillväxten fortsätter globalt, även om takten förväntas minska över tid. Vissa menar att en växande befolkning leder till en bättre miljö och bidrar till innovation, ekonomisk tillväxt och ökad välfärd. Andra menar att den ökande befolkningen kan leda till stora utmaningar, såsom fattigdom och miljöförstöring, och att det därför kan bli svårt eller kanske till och med omöjligt att hitta hållbara lösningar. 